# Dragovič
Dragovič – wieś w Słowenii, w gminie Juršinci. W 2018 roku liczyła 158 mieszkańców.